# Sabèl·lides
Els sabèl·lides (Sabellida) són un ordre d'anèl·lids poliquets de la subclasse Sedentaria.

## Característiques
Els sabèl·lides són poliquets amb el cos allargat dividit en regió toràcica i abdominal. Presenten una corona de filaments branquials al voltant de la boca que actua com un òrgan filtrador i respiratori. Els parapodis són birramis, amb quetes simples. Hi ha espècies tubícoles; el tub pot ser membranós, com per exemple en els sabèl·lids i els siboglínids, o calcari, com els serpúlids; també ha espècies que no fan tubs, com ara Amphiglena mediterranea. Alguns tenen un opercle per a tapar l’obertura del tub quan l'animal es retreu.

## Taxonomia
L'ordre inclou 1.381 espècies en quatre famílies:
- Família Fabriciidae Rioja, 1923
- Família Sabellidae Latreille, 1825
- Família Serpulidae Rafinesque, 1815
- Família Siboglinidae Caullery, 1914 (abans Pogonophora)